# Wilhelm Ellis
Wilhelm Michel Ellis (Willemstad, 10 oktober 1926 - 24 september 2003) was een Nederlands-Antilliaans bisschop van de Rooms-Katholieke Kerk. Hij was de tweede bisschop van het bisdom Willemstad en de eerste die afkomstig was van Curaçao zelf. 
Ellis voltooide zijn opleiding theologie aan het seminarie in Medellin; hij ontving op 24 oktober 1953 de priesterwijding van Mgr. van der Veen Zeppenfeldt.
Op 7 augustus 1973 werd Ellis benoemd tot bisschop van Willemstad. Zijn bisschopswijding vond plaats op 25 november 1973.
Ellis ging op 11 oktober 2001 met emeritaat. Hij werd opgevolgd door Luigi Secco, die in 2000 tot bisschop-coadjutor benoemd was.